# Том Каулиц
Том Каулиц (на немски: Tom Kaulitz) е германски музикант и китарист, член на германската поп рок група Токио Хотел.

## Биография
Роден е в Лайпциг на 1 септември 1989 г., 10 минути преди еднояйчния си брат-близнак Бил Каулиц (вокал на Токио Хотел). Той е син на Йорг и Симоне Каулитц. Неговият втори баща (Гордън Трюмпер) имал голямо влияние върху него и го запалил по свиренето на китара и Том започва да се учи, когато е на 6 години. През 2001 г. Том и брат му се запознават с Георг Листинг и Густав Шефер, и основават групата Devilish (Дяволско). В училище често са обект на подигравки заради екстравагантността на визията си. Когато кариерата им започва да се развива, те напускат училище и завършват образованието си с частни учители и интернет уроци.

## Кариера
След като подписва договор с Universal Music Germany през май 2005 г., групата продава почти 3 млн. копия албуми и DVD само в Германия, регистрира златни, платинени и двойно платинени продажби, разпродава турнета, печели медийни и музикални награди, както и радио награди като Eins Live Krone за „Най-добро живо изпълнение“ и World Music Award в категорията „Най-продавана германска банда на годината“. През август 2005 г. техният първи сингъл Durch den Monson (През пролетния дъжд) достига челни места в класацията за хитове на германската телевизия Viva. Групата придобива по-голяма популярност след пускането на втория им сингъл Schrei! (Крещи!). Издаването на първия им албум Schrei! е последвано от дълго турне из Германия.

## Zimmer 483
С втория си албум Zimmer 483 се изкачват на номер 1 на музикалните класации из цяла Европа, а в САЩ достигат до номер 2. Албумът влиза в Топ 20 за албуми и Топ 10 за сингли във Франция, с което бандата написва история: никога преди немско-говореща група не е успявала толкова бързо да заеме място във френския Топ 20 за албуми. След множество концерти, турнето из Европа е отменено поради открита киста на гласните струни на Бил Каулиц. След операция и двумесечно възстановяване, концертите са възобновени. С енергичния си, автентичен и безкомпромисен рок звук в Zimmer 483 Токио Хотел доказват, че са една от най-многоликите и интересни нови групи в Европа. През 2008 г. Токио Хотел изнасят две турнета в Северна Америка.
През 2009 г. издават третия си албум Humanoid в немска и английска версия. На 22 февруари 2010 г. тръгват на турнето Welcome to Humanoid City, което преминава през 32 европейски градове със специалното участие на близнаците Дан и Дийн от DSquared2.
Токио Хотел доказват, че с право са обявени за сензация и явление в музикалния свят.

## Дискография
- Schrei (Крещи) (2005)
- Schrei so laut du kannst (Крещи колкото можеш по-силно) (2006)
- Zimmer 483 (Стая 483) (2007)
- Scream (Крещи) (2007) (американско издание)
- Humanoid (Човекоподобен) (2009) (американско издание)
- Best of (компилация на най-добрите песни на групата) (2010)
- Kings of Suburbia (Кралете на предградията) (2014) (американско издание)
- Dream machine (2017) (американско издание)